# 湯本村 (岩手県)
湯本村（ゆもとむら）は、昭和29年（1954年）まで岩手県稗貫郡にあった村。
現在の花巻市湯本・狼沢・大畑・金矢・椚ノ目・小瀬川・台・二枚橋・糠塚・北湯口などにあたる。

## 地理
- 河川：瀬川

## 沿革
- 明治22年（1889年）4月1日 - 町村制施行にともない、湯本村・狼沢村・大畑村・金矢村・椚目村・小瀬川村・台村・二枚橋村・糠塚村・北湯口村の計10か村が合併して新制の湯本村が発足。
- 昭和29年（1954年）4月1日 - 花巻町・太田村・宮野目村・矢沢村・湯口村と合併し、花巻市となる。

## 行政
- 歴代村長

| 代 | 氏名         | 就任                      | 退任                      | 備考 |
| -- | ------------ | ------------------------- | ------------------------- | ---- |
| 1  | 高橋忠蔵     | 明治22年（1889年）4月     | 明治24年（1891年）2月     |      |
| 2  | 長坂晋平     | 明治24年（1891年）2月     | 明治28年（1895年）2月     |      |
| 3  | 阿部豊年     | 明治28年（1895年）2月     | 明治30年（1897年）6月     |      |
| 4  | 鎌田馨蔵     | 明治30年（1897年）6月     | 明治38年（1905年）5月     |      |
| 5  | 千葉節郎     | 明治38年（1905年）5月     | 明治39年（1906年）2月     |      |
| 6  | 吉田論       | 明治39年（1906年）2月     | 明治43年（1910年）2月     |      |
| 7  | 千葉節郎     | 明治43年（1910年）2月     | 大正10年（1921年）1月     | 再任 |
| 8  | 杉村孫左ェ門 | 大正10年（1921年）1月     | 大正11年（1922年）2月     |      |
| 9  | 高橋竜蔵     | 大正11年（1922年）2月     | 大正13年（1924年）4月     |      |
| 10 | 杉村孫左ェ門 | 大正13年（1924年）4月     | 大正13年（1924年）4月     | 再任 |
| 11 | 吉田論       | 大正13年（1924年）4月29日 | 昭和9年（1934年）9月15日  | 再任 |
| 12 | 杉村孫左ェ門 | 昭和9年（1934年）9月16日  | 昭和13年（1938年）8月     | 三任 |
| 13 | 佐藤匡司     | 昭和13年（1938年）8月     | 昭和13年（1938年）8月3日  |      |
| 14 | 千葉雄司     | 昭和13年（1938年）8月4日  | 昭和16年（1941年）3月22日 |      |
| 15 | 鎌田善三郎   | 昭和16年（1941年）3月23日 | 昭和16年（1941年）4月18日 |      |
| 16 | 及川顕司     | 昭和16年（1941年）4月19日 | 昭和16年（1941年）5月8日  |      |
| 17 | 伊藤徳郎     | 昭和16年（1941年）5月9日  | 昭和18年（1943年）6月     |      |
| 18 | 泉沢七左ェ門 | 昭和18年（1943年）6月     | 昭和18年（1943年）7月27日 |      |
| 19 | 杉村松之助   | 昭和18年（1943年）7月28日 | 昭和20年（1945年）7月11日 |      |
| 20 | 高橋友乙     | 昭和20年（1945年）7月12日 | 昭和20年（1945年）9月2日  |      |
| 21 | 鎌田壮介     | 昭和20年（1945年）9月3日  | 昭和22年（1947年）4月5日  |      |
| 22 | 菊池敏       | 昭和22年（1947年）4月6日  | 昭和26年（1951年）4月     |      |
| 23 | 鎌田伝       | 昭和26年（1951年）4月     | 昭和26年（1951年）4月22日 |      |
| 24 | 宮手長命治   | 昭和26年（1951年）4月23日 | 昭和29年（1954年）3月31日 |      |

## 交通

### 鉄道
- 国鉄東北本線：二枚橋駅